# گرینیا
گرینیا (به فرانسوی: Grignan) یک کمون در فرانسه است که در دروم واقع شده‌است. گرینیا ۴۳٫۴۳ کیلومتر مربع مساحت دارد ۱۹۸ متر بالاتر از سطح دریا واقع شده‌است.
این قلعه متعلق به عهد رنسانس است و این مکان در نامه‌هایی که مادام دو سویینه برای دخترش مادام دو گرینیا در قرن هفدهم نوشت، ذکر شده‌است.